# Passiflora linda
Passiflora linda là một loài thực vật thuộc họ Passifloraceae. Đây là loài đặc hữu của Ecuador.